# Voïvodine de Serbie

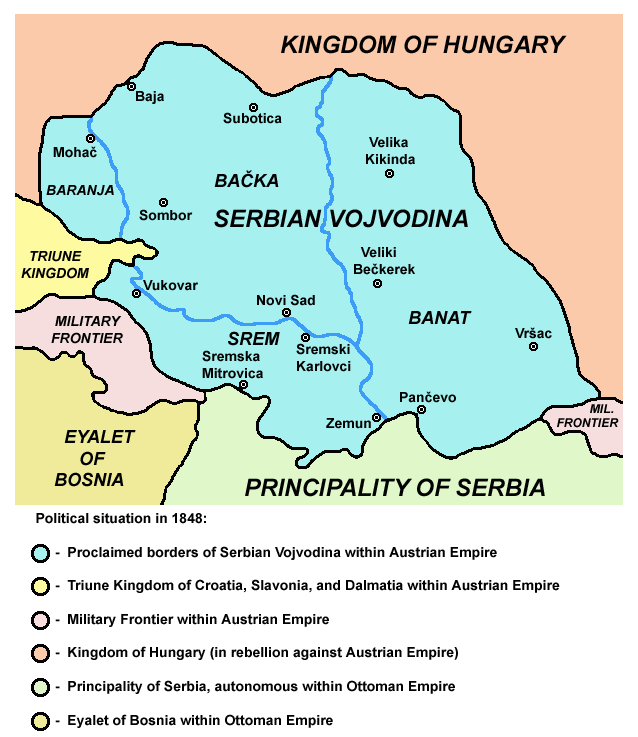
Carte de la Voïvodine de Serbie

La Voïvodine de Serbie (en serbe : Српска Војводина et Srpska Vojvodina), ou Voïvodine serbe, était une province serbe, autonome au sein de l’empire d’Autriche. Proclamée au cours de la révolution de 1848, elle n’exista qu’une année, jusqu'en 1849. Elle devint alors une nouvelle province appelée voïvodat de Serbie et du banat de Tamiš.

## Histoire

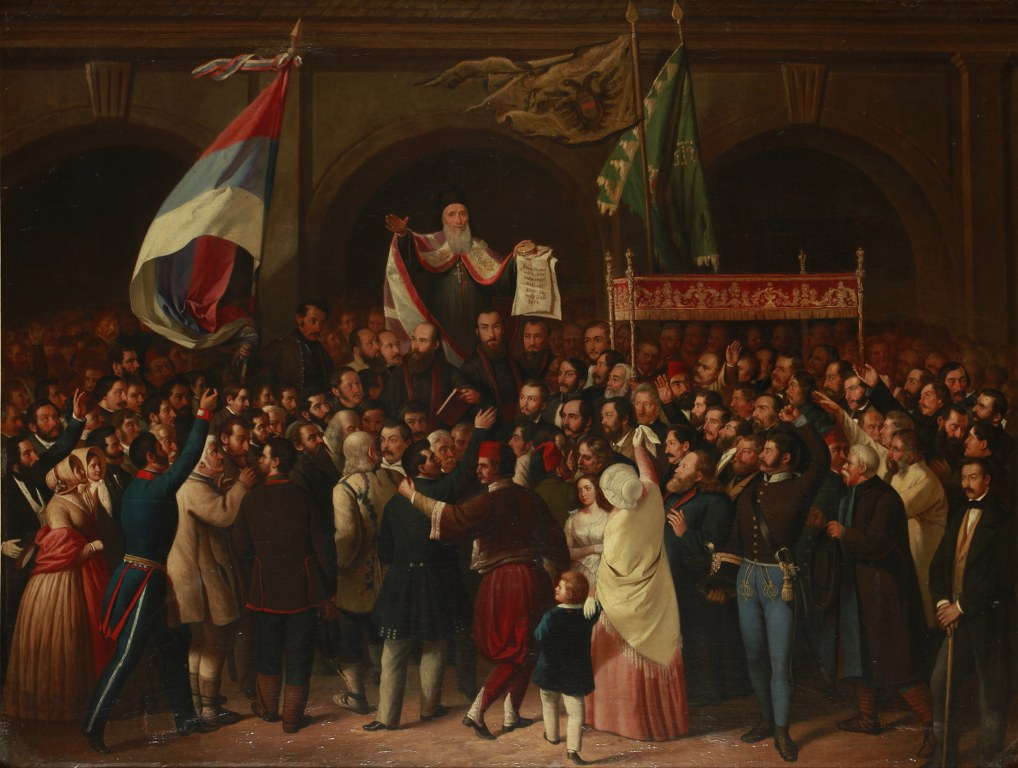
L'assemblée de mai, tableau de Pavle Simić

Au cours de la révolution de 1848, les Hongrois demandèrent plus de droits nationaux ainsi qu'une autonomie au sein de l'empire d'Autriche. En revanche, eux-mêmes ne reconnaissaient pas les droits des autres nationalités vivant dans le royaume de Hongrie. 

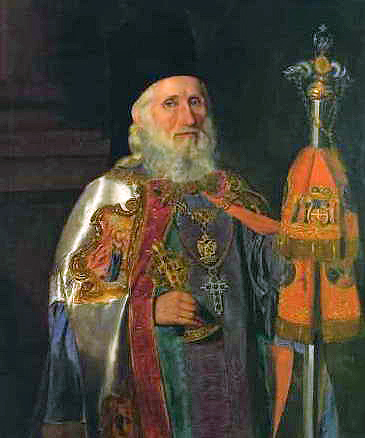
Josif Rajačić

Désirant exprimer leur propre individualité nationale et confrontés aux nouvelles autorités hongroises, les Serbes de Voïvodine proclamèrent une constitution établissant une Voïvodine de Serbie ; cette proclamation eut lieu au cours de l'Assemblée de mai (en serbe : Мајска скупштина / Majska skupština)), qui se tint du 13 au 15 mai 1848 à Sremski Karlovci. La Voïvodine serbe était constituée de la Syrmie, de la Bačka, du Banat et de la Baranja. 
Les Serbes établirent également une alliance politique avec le royaume de Croatie « fondée sur la liberté et une égalité totale ». Ils reconnurent aussi la nationalité roumaine. Le métropolite de Sremski Karlovci, Josif Rajačić, fut élu patriarche, tandis que Stevan Šupljikac devint le premier voïvode de la province. Un comité national fut formé qui devint le premier gouvernement de la Voïvodine de Serbie, remplaçant les anciens féodaux locaux.
Le gouvernement hongrois réagit par la force. Le 12 juin 1848, la guerre entre Serbes et Hongrois débuta. Les Autrichiens prirent le parti de la Hongrie, demandant aux Serbes de « se retirer et d'obéir » ; les Serbes, quant à eux, étaient appuyés par d'autres Serbes venus de la principauté de Serbie. La conséquence de ce conflit fut la victoire des conservateurs. À la fin de la révolution, les Autrichiens se retournèrent contre les Hongrois, tandis que les milieux féodaux et cléricaux s'allièrent avec l'Autriche. Les troupes serbes de Voïvodine se joignirent à celles des Habsbourg pour écraser la révolution hongroise ; avec l'aide de la Russie impériale, les révolutions en Autriche furent vaincues au cours de l'été 1849.
À la suite de l'échec de la révolution, en novembre 1849, l'empereur d'Autriche créa le territoire impérial connu sous le nom de voïvodat de Serbie et du banat de Tamiš.

## Capitales
La première capitale de la Voïvodine de Serbie fut Sremski Karlovci. Elle fut transférée à Zemun, Veliki Bečkerek (Zrenjanin) puis Temišvar (Timișoara).